# 1re division africaine (Royaume-Uni)
Pour les articles homonymes, voir 1re division d'infanterie.
La 1re division africaine est une unité coloniale de l'Empire britannique pendant la Seconde Guerre mondiale. La division est formée le 24 juillet 1940 en Afrique de l'Est. Le 24 novembre de la même année, la division est rebaptisée 11e division africaine de l'armée britannique. La division était composée principalement de troupes d'Afrique de l'Ouest et d'Afrique de l'Est. Elle est dissoute le 23 novembre 1941 et ses unités composantes réaffectées.
La division ne doit pas être confondue avec la 11e division (Afrique de l'Est) qui est créée en 1943 en utilisant uniquement des unités d'Afrique de l'Est et qui a combattu en Birmanie.

## Commandants
- Brigadier G. R. Smallwood (par intérim) 24 juillet 1940 au 13 août 1940
- Major-général H. E. de R. Wetherall 13 août 1940 au 23 novembre 1941